# Lycaena panava
Lycaena panava är en fjärilsart som beskrevs av John Obadiah Westwood 1852. Lycaena panava ingår i släktet Lycaena och familjen juvelvingar. Inga underarter finns listade i Catalogue of Life.